# Gynoplistia (Gynoplistia) basitarsalba
Gynoplistia (Gynoplistia) basitarsalba is een tweevleugelige uit de familie steltmuggen (Limoniidae). De soort komt voor in het Neotropisch gebied.